# Leonardo Dorotea
Leonardo Dorotea (Villetta Barrea, 10 dicembre 1797 – Torino, 29 gennaio 1865) è stato un patriota, medico e naturalista italiano.

## Biografia
Dorotea, proveniente da Villetta Barrea, paese della provincia dell'Aquila allora parte del Regno delle Due Sicilie, fu fin da giovane affiliato alla carboneria e nel 1818 fu esiliato, recandosi a Roma, dove fece partita medica nell'ospedale di Santo Spirito. Rientrò poi in patria e si laureò nel 1833 a Napoli in medicina. Diventò deputato del Parlamento napoletano nel 1848 per il collegio di Sulmona; in questa sede ricoprì la carica di vice-presidente della commissione di agricoltura, industria e commercio. Dopo lo scioglimento della Camera tornò in un primo momento a Roma e poi si stabilì in Abruzzo, sua terra natia, confinato per la sua attività antiborbonica.
A seguito della proclamazione del Regno d'Italia nel 1861 ebbe diversi incarichi politici e amministrativi: in quell'anno fu a Napoli come segretario generale dell'amministrazione per le acque e foreste e in seguito andò a Torino, capitale del Regno, dove ricoprì l'incarico di presidente del consiglio superiore forestale. Fu inoltre candidato alla Camera dei deputati alle elezioni politiche del 1861 nel collegio di Popoli, non venendo però eletto. Morì in quella città nel 1865.
Oltre agli incarichi politici, fu anche docente di patologia medica all'Università di Napoli, studioso di scienze mediche e naturali e traduttore di opere scientifiche straniere.

## Opere
- Leonardo Dorotea, Sulla necessità e sul debito di studiare le scienze naturali, Napoli, Stabilimento tipografico dell'Aquila, 1842.
- Leonardo Dorotea, Sul camoscio, e sulle fovee cervicali dello stesso, segreganti una sostanza muschiata memoria letta nell'Accademia degli aspiranti naturalisti di Napoli, Napoli, Stabilimento tipografico dell'Aquila, 1842.
- Leonardo Dorotea, Della caccia e della pesca nel Caraceno: sommario zoologico, Napoli, F. Vitale, 1862.[1]